# Joey Porter
Joey Porter (Kansas City, 22 de março de 1977) é um jogador profissional de futebol americano estadunidense que foi campeão da temporada de 2005 da National Football League jogando pelo Pittsburgh Steelers.